# Ісидор Харакський
Ісидор Харакський — грецький письменник, часто згадуваний Плінієм Старшим серед географічних джерел.
Родом з Сузіани. Від нього зберігся опис Парфії (грец. σταθμοί Παρθικοί), який зазвичай публікується разом з іншими так званими «малими грецькими географами». Жив, ймовірно, у I столітті.
Ісидор Харакський, автор твору «Парфянські стоянки», дав опис двох головних «царських доріг», які поєднували різні райони Парфії. Є думка, що цю працю написано спеціально для одного з полководців Римської імперії при підготовці римлян до чергової війни з парфянами. Ісидор відзначає відстані між найбільшими населеними пунктами, повідомляє про найзначніші міста й села, іноді вказує і місцеві визначні пам'ятки. Згадуються основні області Парфянської держави, дається короткий їх опис.

## Ресурси Інтернету
- Ісидор Харакський. Парфянські стоянки [Архівовано 3 травня 2014 у Wayback Machine.]

## Виноски
1. ↑  Источниковедение Древней Греции (эпоха эллинизма) / Уч. пособие. Под ред. проф. В. И. Кузищина. — М.: Изд-во Моск. ун-та, 1982. (рос.)